# CERN

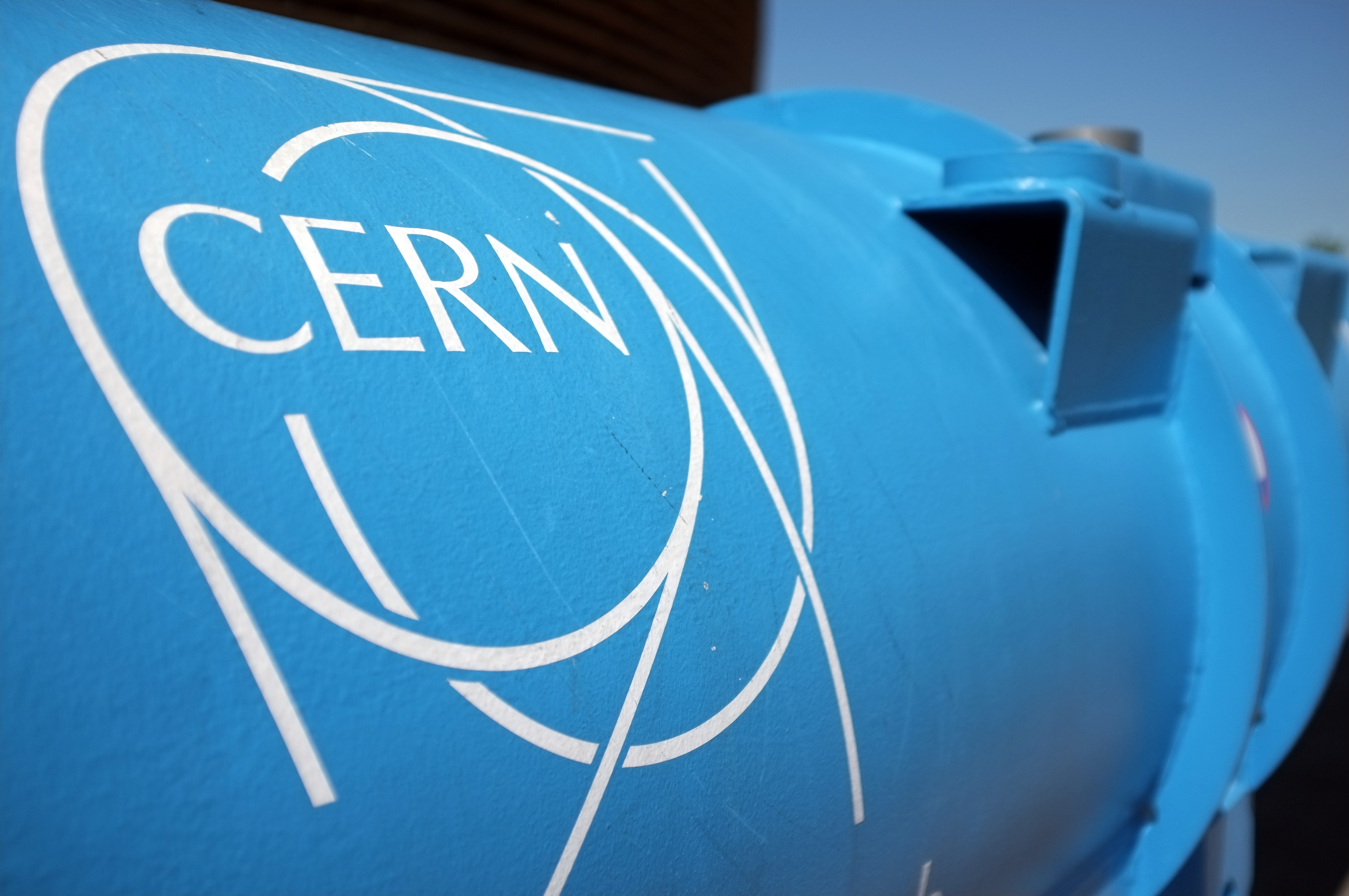
Stuk pijp van een deeltjesversneller met het logo van CERN, 2012.

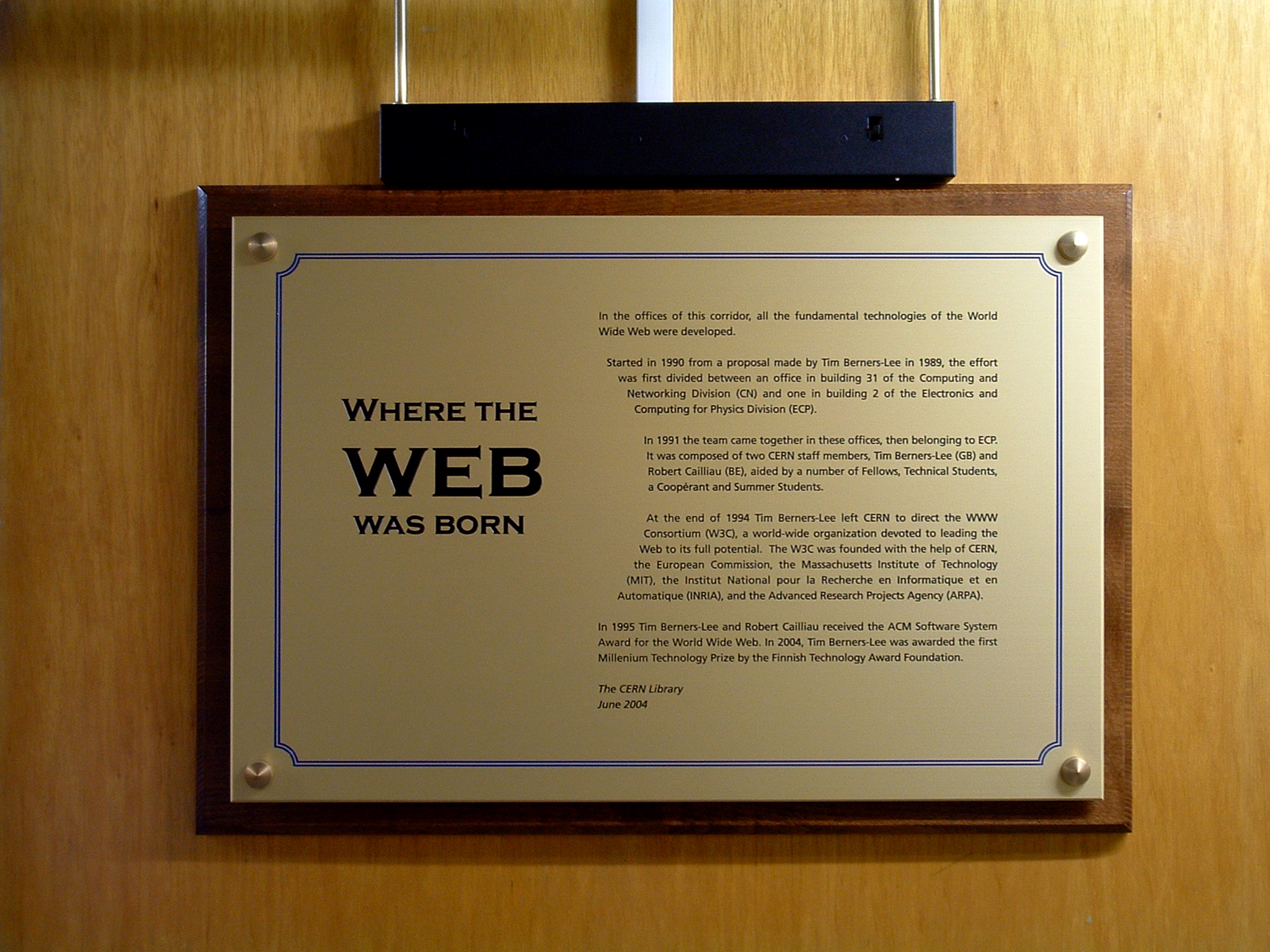
"Where the WEB was born". Bordje op de gang van CERN waar het wereldwijde web werd ontwikkeld door Tim Berners-Lee en Robert Calliau, 1990-1994. Foto 2005.

CERN is een Europese organisatie die fundamenteel onderzoek doet naar elementaire deeltjes. De organisatie is gehuisvest in Meyrin, in het kanton Genève ten westen van de stad Genève op de grens van Frankrijk en Zwitserland.

## Geschiedenis
CERN is een afkorting voor Conseil Européen pour la Recherche Nucléaire (Europese Raad voor Kernonderzoek). Op 29 september 1954 werd de akte getekend die de raad ophief en verving door l'Organisation européenne pour la Recherche nucléaire (De Europese organisatie voor kernonderzoek). Niet veel later bleek dat ook deze naam de lading niet echt meer dekte (hoewel deze tot nog toe wel behouden is gebleven) en tegenwoordig wordt naar het CERN verwezen met: Laboratoire européen pour la physique des particules (Europees laboratorium voor deeltjesfysica). De naam CERN is al die jaren behouden gebleven als eigennaam voor het instituut en is tegenwoordig dus geen afkorting meer.
Bij CERN werken (in 2003) zo'n 3000 mensen voltijds. Ongeveer 6500 wetenschappers (van 500 universiteiten uit 80 landen) werken aan experimenten die bij CERN worden uitgevoerd. De experimenten worden uitgevoerd in een van de 6 deeltjesversnellers. Het doel van die experimenten is inzicht te krijgen in hoe de materie is opgebouwd: uit welke deeltjes bestaat de materie en wat zijn de krachten die de deeltjes bij elkaar houden.

### World Wide Web
Het wereldwijde web (www) ontstond bij CERN als een uitvinding van twee informatici die bij de organisatie in dienst waren, de Engelsman Tim Berners-Lee en de Belg Robert Cailliau. Doel was een snellere uitwisseling van informatie en kennis door wetenschappers wereldwijd. Het web kan daarom een Europese ontdekking worden genoemd, gefinancierd met Europees gemeenschapsgeld.

### Large Hadron Collider
Het onderzoek wordt gedaan door deeltjesversnellers, waarmee men deeltjes met grote snelheid (bijna de lichtsnelheid) op elkaar laat botsen. Tijdens de botsing vallen de deeltjes uit elkaar in elementaire deeltjes zoals quarks. Op deze manier hoopt men theorieën te vinden die de 4 fundamentele krachten (elektromagnetische kracht, zwaartekracht, zwakke kernkracht en de sterke kernkracht) kunnen verklaren uit één elementaire kracht.
In augustus 2008 werd de Large Hadron Collider of LHC in gebruik genomen, de grootste deeltjesversneller ter wereld. Met die versneller hoopte men het higgsboson te vinden. Het higgsboson is een deeltje dat andere deeltjes massa geeft en was toentertijd het laatste nog niet waargenomen deeltje van het standaardmodel van de materie.
Door een fout in de elektrische verbindingen tussen enkele supergekoelde magneten van de versneller ontstond er een lek waardoor vloeibaar helium wegstroomde. Dit had tot gevolg dat er in totaal 53 magneten vervangen moesten worden. Al met al leverde dit een vertraging van een jaar op.
Op 30 maart 2010 is het voor het eerst gelukt om de LHC op volle snelheid 2 stralen protonen op elkaar te laten botsen met een totale energie van 7 TeV (7 biljoen elektronvolt).

### CNGS experiment
Op 22 september 2011 werd Einsteins relativiteitstheorie in de onzekerheid gesteld. Bij het CNGS-experiment, waarbij vanuit de LHC een neutrinobundel werd afgevuurd die 730 kilometer verderop in Gran Sasso (Italië) werd gemeten, leken de gegevens erop te wijzen dat de deeltjes sneller waren dan het licht. Omdat men geen fout in het eigen onderzoek kon vinden, verzocht men collega-onderzoekers uit de VS en Japan het experiment te herhalen.
Medio februari 2012 vonden wetenschappers toch een fout, namelijk in de apparatuur die gebruikt werd om de snelheid van neutrino's te meten. Een fout in de aansluiting van een gps-systeem lag aan de basis van de onwaarschijnlijk hoge meetwaarden.

### Ontdekking van het higgsboson
Op 13 december 2011 maakte CERN bekend dat ze in de meetresultaten van het Large Hadron Collider(LHC) aanwijzingen hadden gevonden dat er een nieuw deeltje, mogelijk het "higgsboson", bestaat. Het boson werd met waarschijnlijkheid 2,3 σ (97%) waargenomen door de ATLAS- en CMS-detectoren van de Large Hadron Collider.
Op 4 juli 2012 werd officieel aangekondigd dat er een nieuw deeltje (met een heeltallige spin ongelijk aan 1 en daarom mogelijk het higgsdeeltje) gevonden was. De massa is 125,3 (±0,6) GeV/c² met een waarschijnlijkheid van 4,9 σ. Verder onderzoek zal moeten uitwijzen of dit deeltje inderdaad het (lichtste) higgsboson is of een ander nieuw deeltje: een ander nieuw fundamenteel deeltje of (meer waarschijnlijk) een nieuw samengesteld deeltje. Dit is een van de belangrijkste ontdekkingen die gemaakt zijn door de Large Hadron Collider.

### Opnieuw ingebruikname
Na twee jaar stil te hebben gelegen werd op 5 april 2015 de deeltjesversneller weer opgestart. De LHC werd gerepareerd en verbeterd om zodoende de energiecapaciteit te kunnen verhogen.

## Leden

Landen die CERN hebben opgericht
Landen die later bij CERN zijn gekomen

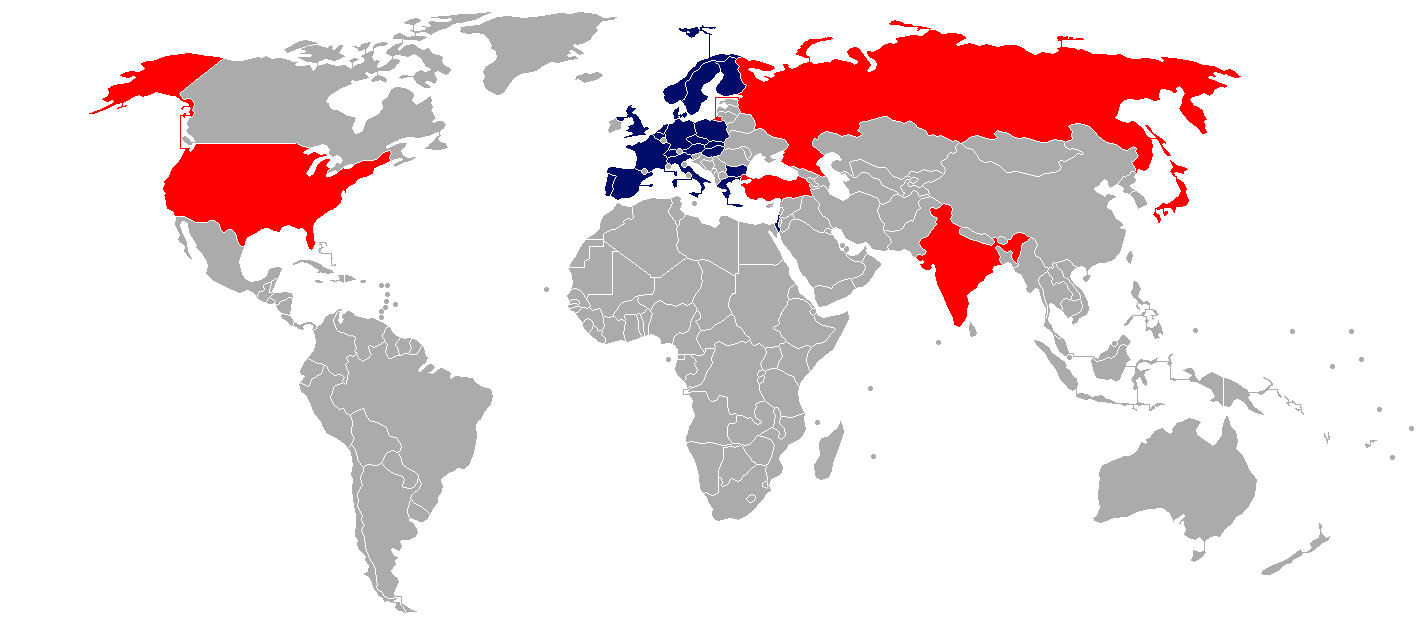
CERN-leden
waarnemers (India, Japan, Rusland, Turkije en VS)

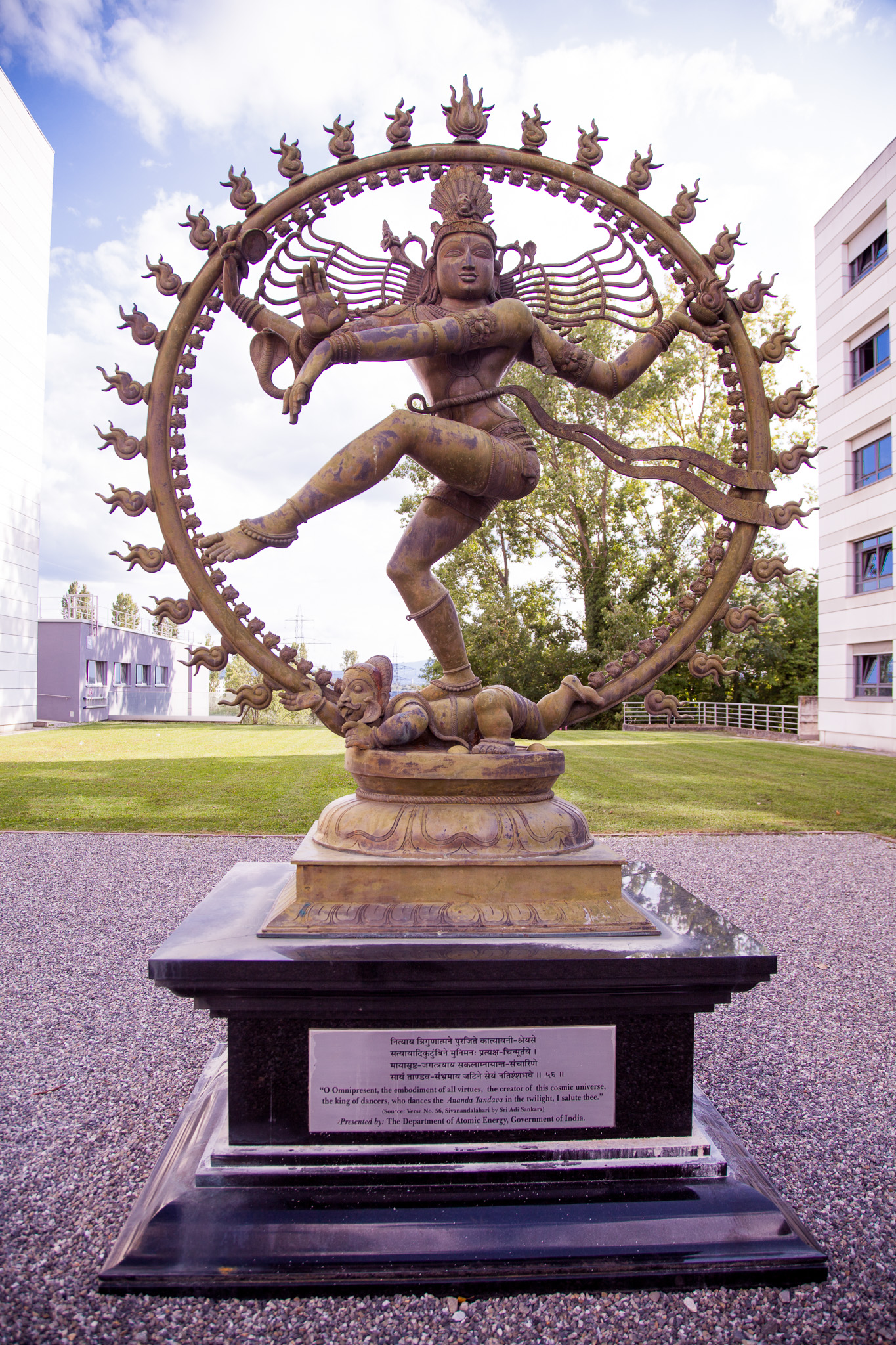
Beeld van Shiva Nataraja, symbool van kosmische krachten, geschenk van India aan CERN in 2004

Het totaal aantal landen dat lid is van CERN bedraagt nu 23.
| Landen die CERN in 1954 hebben opgericht: - België - Denemarken - Bondsrepubliek Duitsland - Frankrijk - Griekenland - Italië - Joegoslavië - Nederland - Noorwegen - Verenigd Koninkrijk - Zweden - Zwitserland | Nadien traden er mutaties op: - Oostenrijk trad toe in 1959 - Joegoslavië verliet CERN in 1961 en kreeg de status van waarnemer. Deze status werd in 1992 opgeschort omdat de VN een embargo tegen het land instelden. - Spanje trad toe in 1961, vertrok in 1969 en trad weer toe in 1983 - Portugal trad toe in 1985 - Finland en Polen traden toe in 1991 - Hongarije trad toe in 1992 - Tsjechië en Slowakije traden toe in 1993 - Bulgarije trad toe in 1999 - Israël trad toe in 2014 - Roemenië trad toe in 2016 - Litouwen trad toe in 2017 - Servië trad toe in 2018 |
| - India - Kroatië - Litouwen - Turkije - Pakistan - Oekraïne | - Cyprus - Slovenië |

### Waarnemende leden
Naast leden kent het CERN ook een aantal "waarnemers" (observers). Deze mogen aanwezig zijn op de bestuursvergaderingen en ontvangen hiervoor de stukken, maar hebben geen stemrecht. Het betreft hier staten die geen lid kunnen of willen worden van CERN, bijvoorbeeld omdat ze niet in Europa liggen, maar wel graag deel willen nemen en intergouvernementele organisaties. De huidige waarnemers zijn:
- Japan
- Rusland (status opgeschort in maart 2022 na de Russische invasie van Oekraïne sinds 2022)
- Verenigde Staten
- Europese Commissie
- UNESCO

Naast leden en waarnemers nemen ook wetenschappers uit andere landen deel aan het onderzoek aan het project van CERN:
- Algerije
- Argentinië
- Armenië
- Australië
- Azerbeidzjan
- Brazilië
- Canada
- China
- Cyprus
- Estland
- Georgië
- Ierland
- IJsland
- Iran
- Kroatië
- Marokko
- Mexico
- Oekraïne
- Pakistan
- Peru
- Roemenië
- Slovenië
- Taiwan
- Wit-Rusland
- Zuid-Afrika
- Zuid-Korea

## Wetenschappelijk lidmaatschap
In de CMS Collaboration brengt de CERN leden van de deeltjesfysicagemeenschap van over de hele wereld samen. CMS telt meer dan 4000 deeltjesfysici, ingenieurs, computerwetenschappers, technici en studenten van ongeveer 240 instituten en universiteiten uit meer dan 50 landen.